# Traitement de l'information
 (mai 2023).
Si vous disposez d'ouvrages ou d'articles de référence ou si vous connaissez des sites web de qualité traitant du thème abordé ici, merci de compléter l'article en donnant les références utiles à sa vérifiabilité et en les liant à la section « Notes et références ».
 (mai 2023).
Motif : La structure de l’article n’est pas pertinente. Voir la page de discussion.
Le traitement de l'information est le processus de changement de l'information de toute manière détectable par un observateur. Comme tel, c'est un processus qui décrit toutes les choses qui arrivent (changement) dans l'univers, depuis la chute d'une pierre (un changement de position) jusqu'à l'impression d'un texte à partir d'un système informatique numérique. Dans ce dernier cas, un système de traitement de l'information (ordinateur) change la forme de la présentation de ce fichier texte.
Le traitement de l'information peut plus spécifiquement être défini en termes par Claude E. Shannon comme la conversion d'information latente en information manifeste. L'information latente ou manifeste est définie à travers les termes d'« équivocation » (incertitude résiduelle, quelle valeur a choisi l'émetteur), la dissipation (incertitude de l'émetteur sur ce que le récepteur a effectivement reçu) et transformation (effort économisé dans le questionnement – équivocation moins dissipation).
En psychologie cognitive, le traitement de l'information est une approche permettant de comprendre la pensée humaine. Elle apparut dans les années 1940 et 1950 aux États-Unis avec l'apparition de la cybernétique. L'essence de l'approche est de considérer la cognition comme étant essentiellement informatique par nature, avec l’esprit jouant le rôle de logiciel et le cerveau celui de matériel. L'approche du traitement de l'information en psychologie est étroitement associée au cognitivisme en psychologie et au fonctionnalisme en philosophie, bien que les termes ne soient pas tout à fait synonymes. Le traitement de l'information peut être séquentiel ou parallèle, les deux pouvant être aussi bien centralisés que décentralisés (distribués).
Le traitement distribué parallèle, dans le milieu des années 1980, fut popularisé sous le nom de connexionnisme. Dès le début des années 1950, Friedrich Hayek formula l'idée d'un ordre spontané dans le cerveau trouvant son origine dans des unités simples de réseaux décentralisés (neurones). Cependant, il est rarement cité dans la littérature du connexionnisme.

## Typologie
Il y a deux grands groupes d‘informations : le premier comprend les informations additionnelles, comme celles des systèmes mécaniques, représentant la famille des systèmes non vivants ; le second englobe les informations non additionnelles, représentant les systèmes vivants. Cette catégorisation a été notamment traitée par Francisco Varela (1977).
Le premier groupe d’informations déboucha sur la cybernétique ; « le rassemblement de disciplines (mathématiques, électronique, mécanique) permit de créer la cybernétique dont le but était d’expliquer à l’aide des mathématiques, les phénomènes qui mettent en jeu les mécanismes du traitement de l‘information ».
Quant au second groupe, avec une architecture par mutation organisationnelle, il n’a pas de système mathématique précis de formalisation, il est plus particulièrement associé à la communication. Le monde de la communication est aussi celui du multimédia, le multimédia étant le monde de ceux qui sont chargés de traiter l’information et de la diffuser.

## En psychologie
En psychologie cognitive, le traitement de l’information se définit comme étant le processus par lequel l’information perçue est analysée et intégrée dans la structure de connaissances de la personne. Il est analysé selon deux dimensions :
- le mode de traitement : c'est le processus par lequel « l’information sensorielle est représentée dans la mémoire de travail de l’individu » ;
- le niveau d'élaboration.

Les processus cognitifs sont les différents modes à travers lesquels un système traite l'information en y répondant par une action.
Deux types de systèmes capables de réaliser des processus cognitifs peuvent se distinguer :
- les systèmes naturels : un neurone, un réseau de neurones, un cerveau (humain ou animal), un groupe d'individus (poissons, fourmis), etc. ;
- les systèmes artificiels : réseau de neurones artificiels, système expert, etc.

### Le traitement de l’information et la mémoire

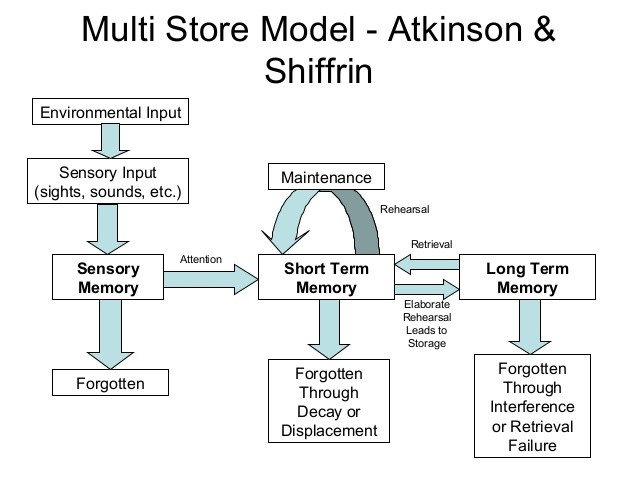
Adapté d’Atkinson, R.C. et Shiffrin, R.M. (1968), Human memory: A Proposed System and its Control Processes.

L’intelligence, le traitement de l'information et la mémoire sont liés. On trouve 2 types d’intelligence : fluide et cristallisée. Selon le type d’intelligence, on parle de différentes fonctions de mémoire : s’adapter à des situations nouvelles (intelligence fluide) ou récupérer nos savoirs (intelligence cristallisée).
Selon Tulving (1995), les systèmes de mémoire sont :
- Mémoire épisodique (souvenirs)
- Mémoire de travail (conserver et traiter les choses à court terme)
- Mémoire sémantique (mots, connaissances sémantiques)
- Système perceptif de représentation (se représenter mentalement les perceptions)
- Mémoire procédurale (habitudes et savoir-faire)

La mémoire à court terme est l’interface entre le registre d’informations sensorielles et la mémoire à long terme. 

### Les 3 étapes de la mémoire
- L'encodage est la capacité d'acquérir de nouvelles informations en provenance de nos sens : la vue, l'ouïe, le toucher, l'odorat et le goût. Ces informations sensorielles sont alors traitées pour être mises en mémoire : c'est l'encodage.
- Une fois l'information mise en mémoire, il faut pouvoir la stocker, la rendre durable. Le stockage est le maintien dans le temps des informations apprises.
- Le rappel (ou la récupération) désigne le processus qui permet à une information d'être extraite de la mémoire. C'est la capacité de restituer une information préalablement apprise.

### La mémoire de travail

#### La mémoire visuo-spatiale
Ou calepin visuo-spatial (CVS). Elle stocke temporairement l'information visuo-spatiale mais aussi verbale en la transformant en image mentale. Cette mémoire manipule les images mentales. 

#### La boucle phonologique
C'est l'espace où sont stockées temporairement les informations verbales.

#### Le système exécutif central (SEC)
Il intègre, gère et régule les informations provenant de la boucle phonologique, de la mémoire visuo-spatiale et de la mémoire à court terme. 
Le SEC a une capacité limitée de traitement. 
Il joue également un rôle décisif dans l'attention, la planification, la coordination du comportement. Il fonctionne comme un superviseur qui décide, en sélectionnant les aspects qui méritent l'attention et ceux devant être ignorés. 

### Les fonctions exécutives
Ce sont un ensemble d'opérations mentales nécessaires à l'exécution et au contrôle d'un comportement finalisé. Elles sont utilisées pour traiter l'information lors de situations nouvelles ou complexes.
Les fonctions exécutives ont un impact majeur sur le quotidien car elles servent d’interface aux autres fonctions cognitives. Une perturbation sur ces fonctions risque de perturber le reste.
Liste :
- Focaliser son attention
- Diviser l'attention
- Inhiber certaines actions ou informations
- Mettre à jour certaines actions ou informations
- Alterner une tâche pour passer à une autre
- Planifier
- Récupérer des informations en MLT[Quoi ?]

### Le rôle de l'organisation des informations dans le traitement de l’information
Plus les informations sont structurées, organisées, plus on les mémorise facilement. Si elles ne sont pas organisées, mais organisables, on va procéder à leur organisation pendant qu'on apprend mais aussi pendant qu'on rappelle. L’expérience de Bousfield (1953) en est un témoignage.

### Profondeur de traitement
En 1972, Craik et Lockhart ont proposé une théorie de la profondeur de traitement. Elle distingue trois niveaux de traitement de l'information : superficiel (structural), phonologique (lexical) et profond (sémantique). La qualité de la mémoire dépend du niveau auquel les informations ont été traitées à l'encodage : plus le traitement est profond, plus la trace mnésique est importante.
La mise en œuvre de la théorie des niveaux de traitement implique de susciter des traitements plus ou moins profonds à l'encodage, au moyen de tâches d'orientation telles que :
- pour le traitement superficiel : dire si la première et la dernière lettre sont dans l'ordre alphabétique ;
- pour le traitement phonologique : dire si le mot rime avec un autre mot ;
- pour le traitement profond : dire si le mot appartient à une catégorie (cette tâche active la signification du mot).

La théorie de la profondeur de traitement, par .

### L’effet de référence à soi
Self-reference effect (en) (Rogers, Kuiper & Kirker, 1977) : les informations verbales ou visuelles encodées en référence à soi sont mieux enregistrées que des informations en référence à autrui ou encodées de manière sémantique.
Pour provoquer un encodage en référence à soi, on donne une tâche d'orientation comme : « Est-ce que ces adjectifs vous correspondent ? » Ou : « Pour chaque mot, évoquez un souvenir personnel en rapport avec ce mot. »